# 尹隆河の戦い

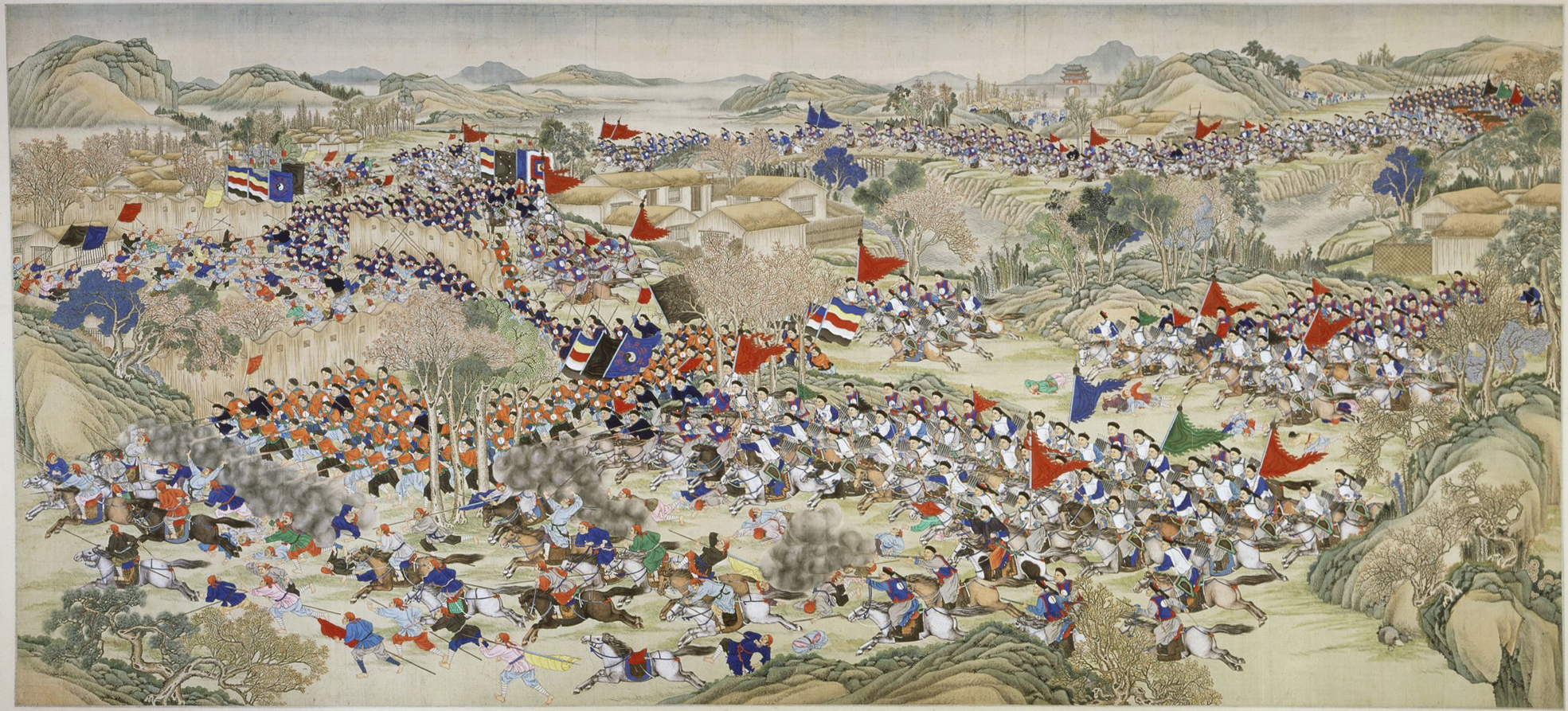
捻軍と清軍との戦い。尹隆河の戦いといわれている。

尹隆河の戦い（いんりゅうがのたたかい）は、劉銘伝率いる清軍と頼文光・任柱の率いる捻軍との戦いである。
1867年1月15日、湖北省安陸府京山県の尹隆河で両軍の戦闘が開始された。捻軍は淮軍を率いる劉銘伝に猛攻を加え、劉銘伝配下の猛将の総兵唐殿魁・田履安が戦死し、劉銘伝は死を覚悟した。しかし湘軍の鮑超が援軍に駆けつけ戦局は逆転した。捻軍は数千人が死亡、8千人が馬5千匹をともなって降伏した。頼文光と任柱は河南省に逃亡した。3月に湘軍の彭毓橘が捻軍を追跡したが、捻軍の反撃に遭って蘄水の麒麟凹で大敗し、彭毓橘は戦死した。
この戦いで捻軍は湖北省に拠点を築くことに失敗し、守勢に転ずることになる。この年の11月に任柱は戦死し、翌年の1月に頼文光は捕えられ、東捻軍は滅亡することとなるのである。